# Serie B 2011-2012 (rugby a 15)
La stagione 2011-12 della serie B di rugby a 15 ha visto la partecipazione di 47 squadre divise in quattro gironi.
La storica formazione dell'Amatori Milano, detentrice del record di scudetti vinti (18) e campione d'Italia per l'ultima volta quindici anni prima, che già iniziava il campionato con 12 punti di penalizzazione a causa delle inadempienze relative all'attività obbligatoria giovanile, non effettuata in 3 categorie d'età nella stagione precedente, in corso di torneo fu esclusa dopo la rinuncia alla disputa delle prime tre gare di campionato.
Durante la stagione anche la società Neroniana Anzio ha rinunciato a proseguire il campionato, ritirandosi dal girone D dopo la decima giornata di andata e portando quindi il conto delle squadre partecipanti a 46.
Le squadre si sono affrontate durante la stagione regolare in gironi all'italiana da 11 o 12 squadre ciascuno con partite di andata e ritorno. Al termine di essi le prime due classificate per ciascun raggruppamento hanno disputato i play-off con incontri di andata e ritorno, da cui sono uscite le quattro formazioni promosse nella serie A2, mentre le ultime due classificate sono retrocesse in serie C.

## Squadre partecipanti
In base ai risultati della stagione 2010-11, oltre alle squadre confermate dalla serie B, si sono aggiunte le formazioni retrocesse dalla serie A2 Asti, Piacenza e Amatori Milano, le formazioni promosse dalla serie C Amatori Messina, CUS Ferrara, Jesolo, Noceto, Parabiago, VII Rugby Torino, San Giorgio e Vicenza, e le formazioni ripescate dalla serie C Valsugana, Amatori Parma e Civitavecchia.

### Girone A
- Alessandria
- Amatori Milano[1]
- Asti
- Biella
- CUS Genova
- CUS Torino
- Lecco
- Lumezzane[4]
- Parabiago
- Rovato
- Sondrio
- VII Rugby Torino

### Girone B
- Amatori Parma
- Bolognese
- Civitavecchia
- Colorno
- CUS Perugia
- Imola
- Noceto
- Pesaro
- Piacenza
- Prato Sesto
- Tirreno
- Vasari Arezzo

### Girone C
- Belluno
- Casale
- CUS Ferrara
- CUS Padova
- Jesolo
- Mantova
- Mirano
- Tarvisium
- Valsugana
- Vicenza
- Villadose[5]
- Villorba

### Girone D
- Amatori Messina
- Colleferro
- CUS Roma
- Frascati
- Gran Sasso
- San Giorgio
- Neroniana Anzio[2]
- Palermo
- Partenope
- Primavera
- Rieti
- Segni[6]

## Stagione regolare

### Girone A
| 2-10-2011     | 1ª/12ª giornata             | 15-1-2012 |
| ------------- | --------------------------- | --------- |
| 45-26         | Rovato - Parabiago          | 19-19     |
| 10-43         | Alessandria - Lecco         | 7-17      |
| 15-13         | VII Rugby - Sondrio         | 16-23     |
| 55-0          | Biella - Asti               | 23-10     |
| 33-10         | CUS Genova - Lumezzane      | 30-20     |
| 0-20 (a tav.) | Amatori Milano - CUS Torino | n.d.      |

| 23-10-2011 | 4ª/15ª giornata       | 19-2-2012 |
| ---------- | --------------------- | --------- |
| 21-22      | CUS Torino - Rovato   | 22-6      |
| 21-35      | Asti - Parabiago      | 13-13     |
| 27-30      | Lumezzane - VII Rugby | 14-19     |
| 15-17      | Lecco - CUS Genova    | 26-36     |
| 18-5       | Sondrio - Biella      | 17-21     |
| Rip.       | Alessandria           |           |

| 20-11-2011 | 7ª/18ª giornata        | 1-4-2012 |
| ---------- | ---------------------- | -------- |
| 19-17      | Rovato - Alessandria   | 13-30    |
| 17-10      | Parabiago - Lecco      | 20-39    |
| 28-21      | CUS Genova - VII Rugby | 29-16    |
| 30-11      | CUS Torino - Lumezzane | 20-13    |
| 30-10      | Asti - Sondrio         | 21-20    |
| Rip.       | Biella                 |          |

| 18-12-2011 | 10ª/21ª giornata       | 29-4-2012 |
| ---------- | ---------------------- | --------- |
| 22-13      | CUS Genova - Rovato    | 20-26     |
| 17-10      | Biella - Parabiago     | 34-15     |
| 6-0        | Alessandria - Asti     | 10-25     |
| 15-31      | VII Rugby - CUS Torino | 3-9       |
| 43-20      | Lumezzane - Sondrio    | 21-32     |
| Rip.       | Lecco                  |           |

| 9-10-2011     | 2ª/13ª giornata            | 22-1-2012 |
| ------------- | -------------------------- | --------- |
| 19-24         | Sondrio - Rovato           | 10-29     |
| 27-7          | Parabiago - Alessandria    | 18-18     |
| 6-24          | Lecco - VII Rugby          | 16-21     |
| 22-25         | CUS Torino - Biella        | 17-13     |
| 3-31          | Asti - CUS Genova          | 3-59      |
| 20-0 (a tav.) | Lumezzane - Amatori Milano | n.d.      |

| 6-11-2011 | 5ª/16ª giornata         | 4-3-2012 |
| --------- | ----------------------- | -------- |
| 9-9       | Rovato - Lecco          | 19-27    |
| 23-5      | Parabiago - Sondrio     | 6-23     |
| 18-23     | Alessandria - VII Rugby | 24-17    |
| 17-8      | Biella - Lumezzane      | 20-13    |
| 19-3      | CUS Torino - Asti       | 39-17    |
| Rip.      | CUS Genova              |          |

| 4-12-2011 | 8ª/19ª giornata        | 15-4-2012 |
| --------- | ---------------------- | --------- |
| 25-22     | Lumezzane - Rovato     | 9-12      |
| 42-5      | CUS Genova - Parabiago | 16-6      |
| 7-14      | Alessandria - Biella   | 8-15      |
| 29-20     | VII Rugby - Asti       | 12-10     |
| 7-25      | Lecco - CUS Torino     | 0-24      |
| Rip.      | Sondrio                |           |

| 8-1-2011 | 11ª/22ª giornata        | 6-5-2012 |
| -------- | ----------------------- | -------- |
| 27-11    | Rovato - Biella         | 21-28    |
| 22-24    | Parabiago - VII Rugby   | 35-36    |
| 20-12    | Sondrio - Alessandria   | 25-15    |
| 20-14    | Lecco - Lumezzane       | 3-29     |
| 15-20    | CUS Torino - CUS Genova | 3-6      |
| Rip.     | Asti                    |          |

| 16-10-2011    | 3ª/14ª giornata                   | 29-1-2012 |
| ------------- | --------------------------------- | --------- |
| 31-13         | Rovato - Asti                     | 14-24     |
| 19-27         | Parabiago - CUS Torino            | 24-20     |
| 20-10         | Alessandria - Lumezzane           | 21-18     |
| 27-24         | Biella - Lecco                    | 14-7      |
| 30-6          | CUS Genova - Sondrio              | 12-3      |
| 20-0 (a tav.) | VII Rugby Torino - Amatori Milano | n.d.      |

| 13-11-2011 | 6ª/17ª giornata          | 25-3-2012 |
| ---------- | ------------------------ | --------- |
| 25-26      | Lumezzane - Parabiago    | 26-20     |
| 18-23      | Alessandria - CUS Genova | 16-33     |
| 9-27       | VII Rugby - Biella       | 15-38     |
| 25-17      | Lecco - Asti             | 19-33     |
| 13-18      | Sondrio - CUS Torino     | 3-20      |
| Rip.       | Rovato                   |           |

| 11-12-2011 | 9ª/20ª giornata          | 22-4-2012 |
| ---------- | ------------------------ | --------- |
| 42-29      | Rovato - VII Rugby       | 21-41     |
| 44-16      | CUS Torino - Alessandria | 17-9      |
| 10-10      | Sondrio - Lecco          | 26-13     |
| 9-13       | Biella - CUS Genova      | 13-16     |
| 13-9       | Asti - Lumezzane         | 20-22     |
| Rip.       | Parabiago                |           |

#### Classifica
|  |     | Squadra          | G  | V  | N | P  | PF  | PS  | P±   | B  | Pen | Pt |
|  | --- | ---------------- | -- | -- | - | -- | --- | --- | ---- | -- | --- | -- |
|  | 1.  | CUS Genova       | 20 | 19 | 0 | 1  | 516 | 247 | 269  | 9  | 0   | 85 |
|  | 2.  | CUS Torino       | 20 | 15 | 0 | 5  | 443 | 245 | 198  | 10 | 0   | 70 |
|  | 3.  | Biella           | 20 | 15 | 0 | 5  | 426 | 277 | 149  | 8  | 0   | 68 |
|  | 4.  | Rovato           | 20 | 10 | 2 | 8  | 434 | 422 | 12   | 4  | 0   | 48 |
|  | 5.  | VII Rugby Torino | 20 | 10 | 0 | 10 | 410 | 458 | −48  | 7  | 0   | 47 |
|  | 6.  | Lecco            | 20 | 7  | 2 | 11 | 341 | 394 | −53  | 7  | 0   | 39 |
|  | 7.  | Parabiago        | 20 | 6  | 3 | 11 | 386 | 467 | −81  | 8  | 0   | 38 |
|  | 8.  | Sondrio          | 20 | 7  | 1 | 12 | 316 | 384 | −68  | 7  | 0   | 37 |
|  | 9.  | Asti             | 20 | 6  | 1 | 13 | 296 | 481 | −185 | 5  | 0   | 31 |
|  | 10. | Alessandria      | 20 | 5  | 1 | 14 | 289 | 421 | −132 | 6  | 0   | 28 |
|  | 11. | Lumezzane        | 20 | 5  | 0 | 15 | 367 | 428 | −61  | 11 | 4   | 27 |
|  | 12. | Amatori Milano   | 0  | 0  | 0 | 0  | 0   | 0   | 0    | 0  | 0   | 0  |

### Girone B
| 2-10-2011 | 1ª/12ª giornata           | 15-1-2012 |
| --------- | ------------------------- | --------- |
| 20-17     | Amatori Parma - Imola     | 52-12     |
| 7-45      | Pesaro - Noceto           | 8-33      |
| 35-0      | CUS Perugia - Prato Sesto | 20-13     |
| 69-0      | Colorno - Arezzo          | 43-15     |
| 37-7      | Tirreno - Piacenza        | 34-23     |
| 23-15     | Bolognese - Civitavecchia | 17-31     |

| 23-10-2011 | 4ª/15ª giornata               | 19-2-2012 |
| ---------- | ----------------------------- | --------- |
| 14-34      | Civitavecchia - Amatori Parma | 2-29      |
| 27-13      | Arezzo - Imola                | 15-8      |
| 49-3       | Bolognese - Pesaro            | 5-15      |
| 18-25      | Piacenza - CUS Perugia        | 3-31      |
| 15-13      | Noceto - Tirreno              | 15-22     |
| 25-48      | Prato Sesto - Colorno         | 21-39     |

| 20-11-2011 | 7ª/18ª giornata          | 1-4-2012 |
| ---------- | ------------------------ | -------- |
| 29-3       | Amatori Parma - Pesaro   | 15-5     |
| 0-49       | Imola - Noceto           | 5-66     |
| 18-13      | Tirreno - CUS Perugia    | 15-27    |
| 52-8       | Colorno - Bolognese      | 45-0     |
| 11-5       | Civitavecchia - Piacenza | 10-32    |
| 8-23       | Arezzo - Prato Sesto     | 25-19    |

| 18-12-2011         | 10ª/21ª giornata            | 29-4-2012 |
| ------------------ | --------------------------- | --------- |
| 5-20               | Tirreno - Amatori Parma     | 23-40     |
| 60-5               | Colorno - Imola             | 43-12     |
| 25-0               | Pesaro - Arezzo             | 9-19      |
| 46-22              | CUS Perugia - Civitavecchia | 3-7       |
| 10-33              | Bolognese - Noceto          | 16-52     |
| 14-7 (20-0 a tav.) | Piacenza - Prato Sesto      | 17-31     |

| 9-10-2011 | 2ª/13ª giornata             | 22-1-2012 |
| --------- | --------------------------- | --------- |
| 17-35     | Prato Sesto - Amatori Parma | 17-64     |
| 27-13     | Imola - Pesaro              | 8-31      |
| 20-18     | Noceto - CUS Perugia        | 10-12     |
| 0-34      | Civitavecchia - Colorno     | 13-33     |
| 12-17     | Arezzo - Tirreno            | 15-35     |
| 22-27     | Piacenza - Bolognese        | 26-43     |

| 6-11-2011 | 5ª/16ª giornata        | 4-3-2012 |
| --------- | ---------------------- | -------- |
| 8-22      | Piacenza - Colorno     | 3-69     |
| 21-12     | Amatori Parma - Noceto | 41-30    |
| 13-23     | Imola - Prato Sesto    | 3-40     |
| 12-21     | Pesaro - CUS Perugia   | 12-24    |
| 23-24     | Tirreno - Bolognese    | 34-20    |
| 10-7      | Civitavecchia - Arezzo | 12-20    |

| 4-12-2011 | 8ª/19ª giornata          | 15-4-2012 |
| --------- | ------------------------ | --------- |
| 15-22     | Piacenza - Amatori Parma | 3-28      |
| 78-10     | Tirreno - Imola          | 36-17     |
| 27-17     | Pesaro - Colorno         | 18-47     |
| 32-0      | CUS Perugia - Arezzo     | 15-25     |
| 24-3      | Noceto - Civitavecchia   | 14-10     |
| 19-14     | Bolognese - Prato Sesto  | 25-45     |

| 8-1-2011 | 11ª/22ª giornata        | 6-5-2012 |
| -------- | ----------------------- | -------- |
| 23-22    | Amatori Parma - Colorno | 3-35     |
| 13-35    | Imola - CUS Perugia     | 10-38    |
| 10-16    | Prato Sesto - Pesaro    | 15-25    |
| 29-13    | Noceto - Piacenza       | 25-12    |
| 13-26    | Civitavecchia - Tirreno | 12-29    |
| 31-26    | Arezzo - Bolognese      | 23-16    |
|          |                         |          |

| 16-10-2011 | 3ª/14ª giornata         | 29-1-2012 |
| ---------- | ----------------------- | --------- |
| 33-17      | Amatori Parma - Arezzo  | 34-15     |
| 38-5       | Imola - Civitavecchia   | 0-38      |
| 16-26      | Pesaro - Piacenza       | 22-37     |
| 32-27      | CUS Perugia - Bolognese | 24-13     |
| 14-16      | Colorno - Noceto        | 10-8      |
| 26-18      | Tirreno - Prato Sesto   | 28-5      |

| 13-11-2011 | 6ª/17ª giornata             | 25-3-2012 |
| ---------- | --------------------------- | --------- |
| 18-38      | Bolognese - Amatori Parma   | 0-62      |
| 26-32      | Piacenza - Imola            | 28-24     |
| 5-35       | Pesaro - Tirreno            | 8-50      |
| 13-25      | CUS Perugia - Colorno       | 12-39     |
| 33-12      | Noceto - Arezzo             | 23-20     |
| 36-5       | Prato Sesto - Civitavecchia | 11-10     |

| 11-12-2011 | 9ª/20ª giornata             | 22-4-2012 |
| ---------- | --------------------------- | --------- |
| 37-13      | Amatori Parma - CUS Perugia | 15-13     |
| 12-44      | Imola - Bolognese           | 22-53     |
| 6-8        | Civitavecchia - Pesaro      | 10-29     |
| 9-9        | Prato Sesto - Noceto        | 9-14      |
| 0-6        | Colorno - Tirreno           | 33-11     |
| 34-34      | Arezzo - Piacenza           | 15-7      |

#### Classifica
|  |     | Squadra       | G  | V  | N | P  | PF  | PS  | P±   | B  | Pen | Pt |
|  | --- | ------------- | -- | -- | - | -- | --- | --- | ---- | -- | --- | -- |
|  | 1.  | Amatori Parma | 22 | 21 | 0 | 1  | 695 | 328 | 367  | 14 | 0   | 98 |
|  | 2.  | Colorno       | 22 | 18 | 0 | 4  | 799 | 247 | 552  | 19 | 0   | 91 |
|  | 3.  | Tirreno       | 22 | 16 | 0 | 6  | 601 | 352 | 249  | 15 | 0   | 79 |
|  | 4.  | Noceto        | 22 | 16 | 1 | 5  | 575 | 285 | 290  | 12 | 0   | 78 |
|  | 5.  | CUS Perugia   | 22 | 14 | 0 | 8  | 502 | 354 | 148  | 15 | 0   | 71 |
|  | 6.  | Vasari Arezzo | 22 | 9  | 1 | 12 | 355 | 536 | −181 | 6  | 0   | 44 |
|  | 7.  | Bolognese     | 22 | 8  | 0 | 14 | 483 | 654 | −171 | 8  | 0   | 40 |
|  | 8.  | Prato Sesto   | 22 | 7  | 1 | 14 | 401 | 504 | −103 | 10 | 4   | 36 |
|  | 9.  | Piacenza      | 22 | 5  | 1 | 16 | 385 | 587 | −202 | 13 | 0   | 35 |
|  | 10. | Pesaro        | 22 | 8  | 0 | 14 | 317 | 528 | −211 | 3  | 0   | 35 |
|  | 11. | Civitavecchia | 22 | 5  | 0 | 17 | 279 | 498 | −219 | 7  | 0   | 27 |
|  | 12. | Imola         | 22 | 3  | 0 | 19 | 301 | 820 | −519 | 7  | 0   | 19 |

### Girone C
| 2-10-2001 | 1ª/12ª giornata        | 15-1-2012 |
| --------- | ---------------------- | --------- |
| 8-17      | CUS Ferrara - Villorba | 7-15      |
| 27-31     | Valsugana - Tarvisium  | 3-45      |
| 24-22     | Villadose - Mirano     | 11-18     |
| 25-13     | Casale - CUS Padova    | 8-19      |
| 29-18     | Jesolo - Mantova       | 36-13     |
| 15-41     | Belluno - Vicenza      | 0-74      |

| 23-10-2011 | 4ª/15ª giornata       | 19-2-2012 |
| ---------- | --------------------- | --------- |
| 55-17      | Vicenza - CUS Ferrara | 19-3      |
| 23-9       | CUS Padova - Villorba | 34-15     |
| 0-22       | Belluno - Valsugana   | 8-28      |
| 0-23       | Mantova - Villadose   | 10-22     |
| 46-8       | Tarvisium - Jesolo    | 22-13     |
| 25-29      | Mirano - Casale       | 10-29     |

| 20-11-2011 | 7ª/18ª giornata         | 1-4-2012 |
| ---------- | ----------------------- | -------- |
| 9-3        | CUS Ferrara - Valsugana | 12-15    |
| 6-15       | Villorba - Tarvisium    | 0-23     |
| 20-9       | Jesolo - Villadose      | 25-17    |
| 40-19      | Casale - Belluno        | 32-12    |
| 45-18      | Vicenza - Mantova       | 31-3     |
| 28-15      | CUS Padova - Mirano     | 26-12    |

| 18-12-2011 | 10ª/21ª giornata       | 29-4-2012 |
| ---------- | ---------------------- | --------- |
| 31-32      | Jesolo - CUS Ferrara   | 10-19     |
| 29-18      | Casale - Villorba      | 26-15     |
| 22-43      | Valsugana - CUS Padova | 12-45     |
| 17-29      | Villadose - Vicenza    | 5-38      |
| 13-19      | Belluno - Tarvisium    | 12-53     |
| 13-6       | Mantova - Mirano       | 14-27     |

| 9-10-2011 | 2ª/13ª giornata       | 22-1-2012 |
| --------- | --------------------- | --------- |
| 30-3      | Mirano - CUS Ferrara  | 21-14     |
| 13-7      | Villorba - Valsugana  | 17-24     |
| 41-8      | Tarvisium - Villadose | 20-10     |
| 19-11     | Vicenza - Casale      | 25-30     |
| 52-19     | CUS Padova - Jesolo   | 14-8      |
| 10-12     | Mantova - Belluno     | 24-23     |

| 6-11-2011 | 5ª/16ª giornata         | 4-3-2012 |
| --------- | ----------------------- | -------- |
| 0-29      | CUS Ferrara - Tarvisium | 8-31     |
| 10-0      | Villorba - Mirano       | 15-14    |
| 8-16      | Valsugana - Villadose   | 13-33    |
| 17-15     | Casale - Mantova        | 38-34    |
| 26-27     | Jesolo - Belluno        | 32-10    |
| 0-32      | Vicenza - CUS Padova    | 10-24    |

| 4-12-2011 | 8ª/19ª giornata        | 15-4-2012 |
| --------- | ---------------------- | --------- |
| 24-35     | Mantova - CUS Ferrara  | 5-24      |
| 23-24     | Jesolo - Villorba      | 3-13      |
| 12-25     | Valsugana - Casale     | 7-31      |
| 18-22     | Villadose - CUS Padova | 13-32     |
| 18-20     | Tarvisium - Vicenza    | 13-17     |
| 8-19      | Belluno - Mirano       | 7-38      |

| 8-1-2011 | 11ª/22ª giornata     | 6-5-2012 |
| -------- | -------------------- | -------- |
| 3-17     | CUS Ferrara - Casale | 24-31    |
| 13-34    | Villorba - Villadose | 9-17     |
| 20-17    | Mirano - Valsugana   | 7-22     |
| 45-7     | Tarvisium - Mantova  | 35-20    |
| 45-12    | Vicenza - Jesolo     | 22-17    |
| 46-14    | CUS Padova - Belluno | 26-7     |

| 16-10-2011 | 3ª/14ª giornata          | 29-1-2012 |
| ---------- | ------------------------ | --------- |
| 3-52       | CUS Ferrara - CUS Padova | 14-34     |
| 16-12      | Villorba - Vicenza       | 0-26      |
| 26-7       | Valsugana - Mantova      | 13-5      |
| 42-24      | Villadose - Belluno      | 17-12     |
| 25-19      | Casale - Tarvisium       | 5-15      |
| 13-21      | Jesolo - Mirano          | 14-35     |

| 13-11-2011 | 6ª/17ª giornata        | 25-3-2012 |
| ---------- | ---------------------- | --------- |
| 23-25      | Belluno - CUS Ferrara  | 0-37      |
| 10-12      | Mantova - Villorba     | 12-18     |
| 21-15      | Valsugana - Jesolo     | 13-6      |
| 26-26      | Villadose - Casale     | 13-32     |
| 27-15      | Tarvisium - CUS Padova | 10-23     |
| 8-15       | Mirano - Vicenza       | 18-35     |

| 11-12-2011 | 9ª/20ª giornata         | 22-4-2012 |
| ---------- | ----------------------- | --------- |
| 15-29      | CUS Ferrara - Villadose | 7-7       |
| 18-11      | Villorba - Belluno      | 11-3      |
| 29-6       | Vicenza - Valsugana     | 60-0      |
| 20-22      | Mirano - Tarvisium      | 18-17     |
| 26-12      | Casale - Jesolo         | 17-11     |
| 36-3       | CUS Padova - Mantova    | 32-0      |

#### Classifica
|  |     | Squadra     | G  | V  | N | P  | PF  | PS  | P±   | B  | Pen | Pt |
|  | --- | ----------- | -- | -- | - | -- | --- | --- | ---- | -- | --- | -- |
|  | 1.  | CUS Padova  | 22 | 20 | 0 | 2  | 671 | 264 | 407  | 14 | 0   | 94 |
|  | 2.  | Vicenza     | 22 | 18 | 0 | 4  | 667 | 283 | 384  | 15 | 0   | 87 |
|  | 3.  | Casale      | 22 | 18 | 1 | 3  | 549 | 366 | 183  | 11 | 0   | 85 |
|  | 4.  | Tarvisium   | 22 | 17 | 0 | 5  | 596 | 278 | 318  | 14 | 0   | 82 |
|  | 5.  | Mirano      | 22 | 10 | 0 | 12 | 404 | 386 | 18   | 9  | 0   | 49 |
|  | 6.  | Villorba    | 22 | 12 | 0 | 10 | 284 | 367 | −83  | 1  | 0   | 49 |
|  | 7.  | Villadose   | 22 | 10 | 2 | 10 | 411 | 444 | −33  | 7  | 8   | 43 |
|  | 8.  | Valsugana   | 22 | 9  | 0 | 13 | 321 | 477 | −156 | 7  | 0   | 43 |
|  | 9.  | CUS Ferrara | 22 | 7  | 1 | 14 | 319 | 498 | −179 | 7  | 0   | 37 |
|  | 10. | Jesolo      | 22 | 5  | 0 | 17 | 383 | 516 | −133 | 11 | 0   | 31 |
|  | 11. | Mantova     | 22 | 2  | 0 | 20 | 273 | 585 | −312 | 7  | 0   | 15 |
|  | 12. | Belluno     | 22 | 2  | 0 | 20 | 260 | 680 | −420 | 7  | 0   | 15 |

### Girone D
| 2-10-2001 | 1ª/12ª giornata              | 15-1-2012 |
| --------- | ---------------------------- | --------- |
| 38-27     | Colleferro - Rieti           | 13-23     |
| 18-17     | Amatori Messina - Frascati   | 7-24      |
| 7-10      | Partenope - Primavera        | 5-9       |
| 25-17     | Gran Sasso - Palermo         | 8-13      |
| 25-23     | CUS Roma - Segni             | 26-24     |
| 17-19     | Neroniana Anzio - Heliantide | n.d.      |

| 23-10-2011 | 4ª/15ª giornata                    | 19-2-2012 |
| ---------- | ---------------------------------- | --------- |
| 18-14      | Heliantide - Colleferro            | 24-11     |
| 13-6       | Palermo - Rieti                    | 17-15     |
| 29-8       | Segni - Partenope                  | 11-26     |
| 6-0        | Frascati - CUS Roma                | 3-10      |
| 3-31       | Primavera - Gran Sasso             | 7-28      |
| 34-12      | Neronniana Anzio - Amatori Messina | n.d.      |

| 20-11-2011 | 7ª/18ª giornata              | 1-4-2012 |
| ---------- | ---------------------------- | -------- |
| 25-5       | Colleferro - Amatori Messina | 0-20*    |
| 55-28      | Rieti - Frascati             | 17-22    |
| 21-16      | CUS Roma - Partenope         | 25-40    |
| 27-28      | Heliantide - Segni           | 24-28    |
| 30-10      | Palermo - Primavera          | 17-16    |
| 16-21      | Neroniana Anzio - Gran Sasso | n.d.     |

| 18-12-2011 | 10ª/21ª giornata           | 29-4-2012 |
| ---------- | -------------------------- | --------- |
| 15-8       | CUS Roma - Colleferro      | 13-8      |
| 17-13      | Gran Sasso - Rieti         | 23-15     |
| 10-15      | Amatori Messina - Palermo  | 0-31      |
| 41-3       | Partenope - Heliantide     | 20-25     |
| 24-10      | Segni - Primavera          | 15-26     |
| 5-19       | Neroniana Anzio - Frascati | n.d.      |

| 9-10-2011 | 2ª/13ª giornata         | 22-1-2012 |
| --------- | ----------------------- | --------- |
| 14-12     | Primavera - Colleferro  | 5-23      |
| 12-3      | Rieti - Amatori Messina | 11-8      |
| 21-17     | Frascati - Partenope    | 12-39     |
| 12-12     | Heliantide - Gran Sasso | 0-27      |
| 18-10     | Palermo - CUS Roma      | 16-15     |
| 27-31     | Segni - Neroniana Anzio | n.d.      |

| 6-11-2011 | 5ª/16ª giornata             | 4-3-2012 |
| --------- | --------------------------- | -------- |
| 17-3      | Colleferro - Frascati       | 26-6     |
| 32-3      | Rieti - Primavera           | 29-13    |
| 26-32     | Amatori Messina - Partenope | 12-23    |
| 28-0      | Gran Sasso - Segni          | 14-5     |
| 0-24      | Heliantide - Palermo        | 9-39     |
| 18-17     | CUS Roma - Neroniana Anzio  | n.d.     |

| 4-12-2011 | 8ª/19ª giornata              | 15-4-2012 |
| --------- | ---------------------------- | --------- |
| 9-6       | Segni - Colleferro           | 12-18     |
| 15-6      | CUS Roma - Rieti             | 15-16     |
| 13-32     | Amatori Messina - Gran Sasso | 0-59      |
| 12-25     | Partenope - Palermo          | 8-24      |
| 17-14     | Frascati - Heliantide        | 10-38     |
| 27-19     | Neroniana Anzio - Primavera  | n.d.      |

| 8-1-2011 | 11ª/22ª giornata            | 6-5-2012 |
| -------- | --------------------------- | -------- |
| 15-18    | Colleferro - Gran Sasso     | 14-31    |
| 17-6     | Rieti - Partenope           | 5-36     |
| 20-17    | Primavera - Amatori Messina | 27-24    |
| 32-13    | Frascati - Segni            | 6-16     |
| 17-14    | Heliantide - CUS Roma       | 12-27    |
| Rip.     | Palermo                     |          |

| 16-10-2011 | 3ª/14ª giornata             | 29-1-2012 |
| ---------- | --------------------------- | --------- |
| 15-24      | Colleferro - Palermo        | 10-34     |
| 24-22      | Rieti - Heliantide          | 22-24     |
| 18-16      | Amatori Messina - Segni     | 3-48      |
| 39-7       | Gran Sasso - Frascati       | 31-21     |
| 17-0       | CUS Roma - Primavera        | 26-6      |
| 41-0       | Partenope - Neroniana Anzio | n.d.      |

| 13-11-2011 | 6ª/17ª giornata              | 25-3-2012 |
| ---------- | ---------------------------- | --------- |
| 25-34      | Segni - Rieti                | 17-34     |
| 14-17      | Amatori Messina - CUS Roma   | 10-12     |
| 21-36      | Partenope - Gran Sasso       | 19-31     |
| 0-44       | Frascati - Palermo           | 0-22      |
| 37-22      | Primavera - Heliantide       | 7-35      |
| 3-18       | Neroniana Anzio - Colleferro | n.d.      |

| 11-12-2011 | 9ª/20ª giornata              | 22-4-2012 |
| ---------- | ---------------------------- | --------- |
| 3-0        | Colleferro - Partenope       | 21-28     |
| 14-19      | Heliantide - Amatori Messina | 9-11      |
| 13-13      | Primavera - Frascati         | 14-24     |
| 22-17      | Gran Sasso - CUS Roma        | 22-15     |
| 53-15      | Palermo - Segni              | 15-20     |
| 41-11      | Rieti - Neroniana Anzio      | n.d.      |

#### Classifica
|  |     | Squadra         | G  | V  | N | P  | PF  | PS  | P±   | B  | Pen | Pt |
|  | --- | --------------- | -- | -- | - | -- | --- | --- | ---- | -- | --- | -- |
|  | 1.  | Gran Sasso      | 20 | 18 | 1 | 1  | 534 | 227 | 307  | 13 | 0   | 87 |
|  | 2.  | Palermo         | 20 | 18 | 0 | 2  | 491 | 204 | 287  | 7  | 0   | 79 |
|  | 3.  | CUS Roma        | 20 | 12 | 0 | 8  | 335 | 287 | 48   | 8  | 0   | 56 |
|  | 4.  | Rieti           | 20 | 11 | 0 | 9  | 413 | 358 | 55   | 9  | 0   | 53 |
|  | 5.  | Partenope       | 20 | 8  | 0 | 12 | 404 | 366 | 38   | 11 | 0   | 43 |
|  | 6.  | San Giorgio     | 20 | 7  | 1 | 12 | 349 | 432 | −83  | 8  | 0   | 38 |
|  | 7.  | Frascati        | 20 | 7  | 1 | 12 | 272 | 450 | −178 | 6  | 0   | 36 |
|  | 8.  | Colleferro      | 20 | 7  | 0 | 13 | 297 | 329 | −32  | 5  | 0   | 33 |
|  | 9.  | Segni           | 20 | 8  | 0 | 12 | 378 | 433 | −55  | 8  | 8   | 32 |
|  | 10. | Primavera       | 20 | 7  | 1 | 12 | 250 | 431 | −181 | 2  | 0   | 32 |
|  | 11. | Amatori Messina | 20 | 5  | 0 | 15 | 238 | 444 | −206 | 7  | 0   | 27 |
|  | 12. | Neroniana Anzio | 0  | 0  | 0 | 0  | 0   | 0   | 0    | 0  | 0   | 0  |

## Play-off promozione

### Andata
| 20 maggio 2012 | CUS Torino | 13 – 10 | CUS Padova |  |

| 20 maggio 2012 | Colorno | 27 – 23 | Gran Sasso |  |

| 20 maggio 2012 | Vicenza | 30 – 9 | CUS Genova |  |

| 20 maggio 2012 | Palermo | 8 – 16 | Amatori Parma |  |

### Ritorno
| 27 maggio 2012 | CUS Padova | 10 – 3 | CUS Torino |  |

| 27 maggio 2012 | Gran Sasso | 23 – 29 | Colorno |  |

| 27 maggio 2012 | CUS Genova | 26 – 24 | Vicenza |  |

| 27 maggio 2012 | Amatori Parma | 21 – 27 | Palermo |  |

## Verdetti
- Amatori Parma, Colorno, CUS Padova e Vicenza promosse in serie A2.
- Amatori Messina, Amatori Milano[1], Belluno, Civitavecchia, Imola, Lumezzane, Mantova e Neroniana Anzio[2] retrocesse in serie C.